# 2024 у Тернополі
| Роки в Тернополі: ← · 2000 · 2001 · 2002 · 2003 · 2004 · 2005 · 2006 · 2007 · 2008 · 2009 · 2010 · 2011 · 2012 · 2013 · 2014 · 2015 · 2016 · 2017 · 2018 · 2019 · 2020 · 2021 · 2022 · 2023 · 2024 Див. також: XIX століття · XX століття |

## Річниці

### Річниці від дня народження
- 10 січня — 30 років від дня народження українського військовослужбовця, солдата Збройних сил України, учасника російсько-української війни Василя Огірка (1994—2023)
- 3 лютого — 50 років від дня народження українського радіо- і тележурналіста, продюсера Ігоря Пелиха (1974—2009)
- 24 лютого — 30 років від дня народження українського військовослужбовця, старшого солдата Збройних сил України, учасника російсько-української війни Володимира Данилишина (1994—2022)
- 3 квітня — 60 років від дня народження українського журналіста, редактора, науковця Ярослава Буяка (1964—2021)
- 1 травня — 45 років від дня народження українського військовослужбовця, старшого солдата Збройних сил України, учасника російсько-української війни Павла Матлашевського (1979—2023)
- 10 травня — 40 років від дня народження українського військовослужбовця, солдата Збройних сил України, учасника російсько-української війни Валерія Данилюка (1984—2023)
- 28 травня — 40 років від дня народження українського волонтера, військовослужбовця, сержанта Збройних сил України, учасника російсько-української війни Віталія Заверуха (1984—2023)
- 10 червня — 40 років від дня народження українського військовослужбовця, інспектора Державної прикордонної служби України, учасника російсько-української війни Ігоря Бутрина (1984—2023)
- 19 липня — 45 років від дня народження українського військовослужбовця, старшого сержанта Збройних сил України Віталія Лотоцького (1979—2015)
- 22 липня — 45 років від дня народження українського військовослужбовця, молодшого сержанта Збройних сил України, учасника російсько-української війни Володимира Броди (1979—2022)
- 27 липня — 50 років від дня народження українського військовослужбовця, солдата Збройних сил України, учасника російсько-української війни Володимира Савчука (1974—2022)
- 5 серпня — 30 років від дня народження українського військовослужбовця, солдата Збройних сил України, учасника російсько-української війни Павла Бугайського (1994—2023)
- 12 серпня — 40 років від дня народження української лікарки, художниці, літераторки, композиторки, співачки Наталії Волотовської (нар. 1984)
- 4 вересня — 50 років від дня народження української лікарки-психотерапевтки, художниці Роксолани Гнатюк (нар. 1974)
- 17 жовтня
  - 30 років від дня народження українського військовослужбовця, старшого солдата полку «Азов» Національної гвардії України, учасника російсько-української війни Дениса Сікотовського (1994—2022)
  - 40 років від дня народження українського військовослужбовця, Назарія Сикліцкого (1984—2015)
- 20 жовтня — 165 років від дня народження українського священника, педагога, громадського діяча, доктора теології Якова Вацика (1859—1919)
- 28 жовтня — 30 років від дня народження українського військовослужбовця, солдата Збройних сил України, учасника російсько-української війни Володимира Теслюка (1994—2022)
- 4 листопада — 50 років від дня народження українського філолога, громадської діячки Наталії Гавдиди (нар. 1974)